# Tasikmadu (Lowokwaru)
Tasikmadu is een bestuurslaag in het regentschap Malang van de provincie Oost-Java, Indonesië. Tasikmadu telt 5676 inwoners (volkstelling 2010).